# Galen Rupp
Galen Rupp, född den 8 maj 1986 i Portland, Oregon, är en amerikansk friidrottare som tävlar i medel- och långdistanslöpning.
Rupp deltog vid junior-VM 2004 och blev nia på 5 000 meter. Vid VM 2007 tävlade han på 10 000 meter och slutade på elfte plats. Han deltog även vid Olympiska sommarspelen 2008 där han slutade på trettonde plats på 10 000 meter på tiden 27.36,99.

## Personliga rekord
- 5 000 meter - 13:06.86 - Birmingham 2011
- 10 000 meter - 26:44.36 - 2014